# 阿尔韦塔
阿尔韦塔，是西班牙阿拉贡自治区萨拉戈萨省的一个市镇。 总面积3平方公里，总人口120人（2001年），人口密度40人/平方公里。